# Parlantes (banda)
Este artículo se refiere a un grupo colombiano de música rock. Para el dispositivo electroacústico, véase Altavoz.
Parlantes es una banda de música rock oriundo de Medellín, Colombia, integrado por músicos experimentados de la escena rock de su país. Entre sus integrantes se encuentran exmiembros de Bajo Tierra, Estados Alterados, Planeta Rica y actuales integrantes de otras conocidas bandas de Medellín como Gordos Project y Goli.

## Historia
El grupo se creó en Medellín en el año 2003 y de inmediato capturó la atención de la prensa especializada por la procedencia de sus integrantes de proyectos históricos como Estados Alterados, Bajo Tierra y Planeta Rica.
Luego de madurar su sonido, con elementos que van del punk rock a la salsa y al tango, el grupo grabó su primer trabajo discográfico de la mano de Federico López (ingeniero de sonido de Aterciopelados), quien ya había trabajado con integrantes de la banda al producir material de  Bajo Tierra y Estados Alterados. De ese álbum la crítica reconoció la canción "Stella Maris" y el componente gráfico del álbum como estrategia de darle un valor al disco como objeto.
Para 2009 la banda presentó Lengua negra, su segundo trabajo discográfico, el cual fue seleccionado por la revista Semana dentro de los diez discos colombianos del año.

## Integrantes actuales
- Alfonso Posada (Batería)
- David Robledo (Percusión)
- Pedro Villa (Bajo)
- Fredy Henao (Órgano - Teclados)
- Juan Camilo Orozco (Guitarra - voz)
- José J. Villa (Guitarra)
- Juan Camilo Suárez Roldan (Voz)

## Integrantes pasados
- John Henao (Piano - Teclados)
- Jaime Pulgarín (Guitarra)
- José Gallardo (Guitarra)

## Discografía

### Álbumes de estudio
- Parlantes. Independiente (2005)
- Lenguanegra. Independiente (2009)
- Todo esto eran mangas. Independiente (2016)
- El Sueño de Pedro. Independiente (2020)

### Videoclips
- Stella Maris (2006)
- Aguacate (2006)
- Senderito (2012)